# Merrin Dungey
Merrin Dungey (n. 5 august, 1971, Sacramento, California) este o actriță americană de film și televiziune.
În copilărie, ea a practicat balet, dans, precum și pian. Dungey a fost, de asemenea, și o patinatoare de succes. Dungey a absolvit în 1989 Liceul Rio Americano din Sacramento, California. A obținut o diplomă pentru artă de la Universitatea UCLA. A fost cea mai tânără câștigătoare a premiului pentru actorie de la UCLA.

## Cariera
Dungey este cel mai bine cunoscută pentru rolul ei ca Francie Calfo din serialul plin de succes Alias, unde a jucat din 2001 până în 2003.
Dungey a mai apărut în serialul de televiziune The King of Queens (1998-prezent) și în Summerland (2004 - 2005), precum și ca Kitty Kernaban, mama lui Stevie, în Malcolm in the Middle și în sezonul unu al serialului The West Wing.
Dungey a mai apărut în diferite seriale, printre care: Martin, Living Single, ER, Murphy Brown, Seinfeld, Friends, The West Wing și Curb Your Enthusiasm. În martie 2007 a fost anunțat că Dungey va face parte din distribuția spinoff-ului din Grey's Anatomy, care este crezut că se va numi Private Practice.